# Музей українського грамзапису
Музей українського грамзапису (МУГ) — музей у Києві.

## Історія
Музей заснований наказом Київського міського центру народної творчості та культурологічних досліджень Департаменту культури КМДА № 34 від 16 червня 2023. Розташовано музей в Культурно-мистецькому комплексі «Співоче поле», вулиця Лаврська, 41.
Відкриття експозиції відбулось 25 серпня 2023 року.
Ініціатива створення музею належить його керівнику — одному з піонерів української електронної сцени Івану Москаленку (DJ Derbastler), а ідея форми та змісту — культуртрегеру, директору Київського міського центру народної творчості та культурологічних досліджень Федору Баландіну.
Головним науковим консультантом музею став відомий києвознавець і дослідник Михайло Кальницький.

## Експозиція
Експозиція музею розповідає про історію грамзапису. Колекція складається з понад 400 одиниць основного фонду української музики на різних звукових носіях.

## Люди
Перший керівник музею — звукорежисер Київського міського центру народної творчості та культурологічних досліджень, український музикант Іван Москаленко (DJ Derbastler).
Патронами музею є Народна артистка України Білозір Оксана Володимирівна та вокаліст і засновник американського гурту Gogol Bordello, актор і діджей Євген Гудзь.

## Галерея

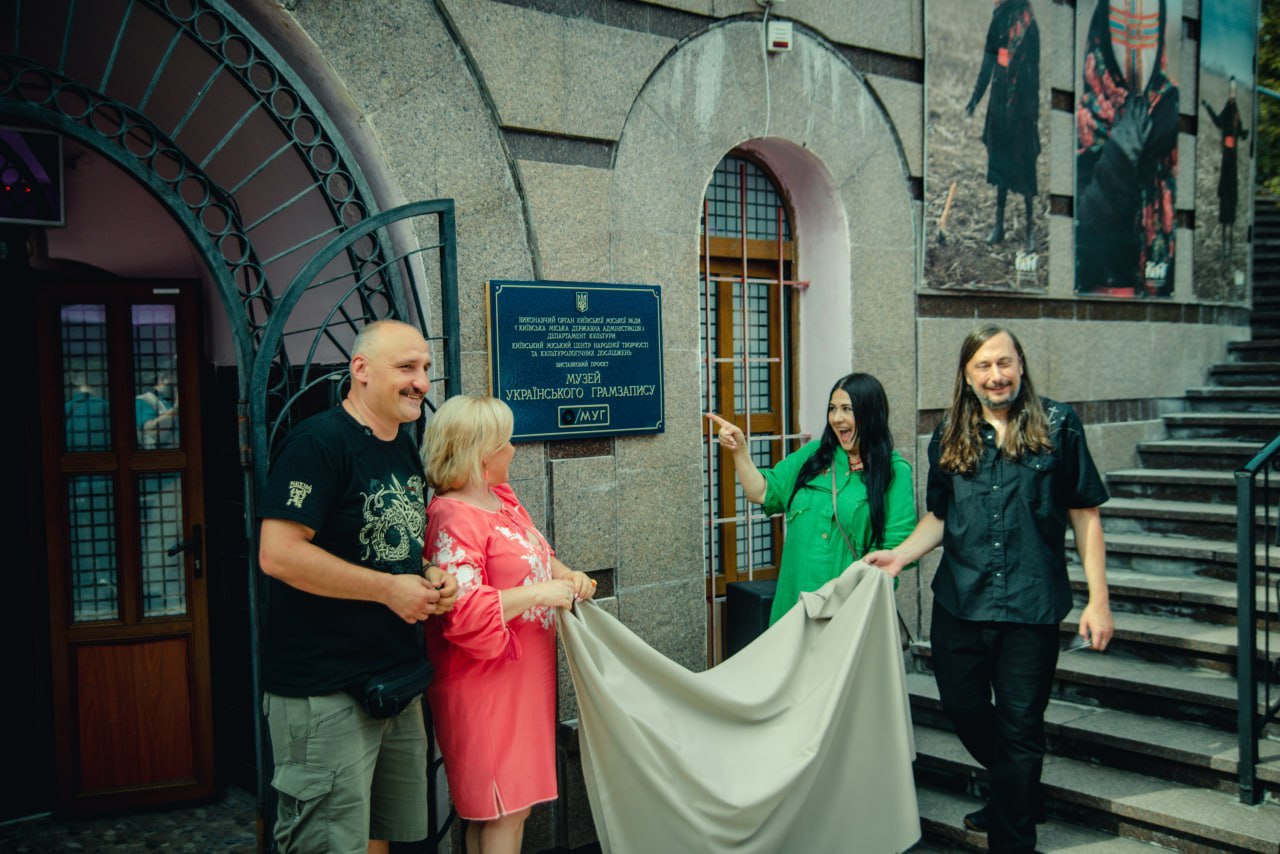
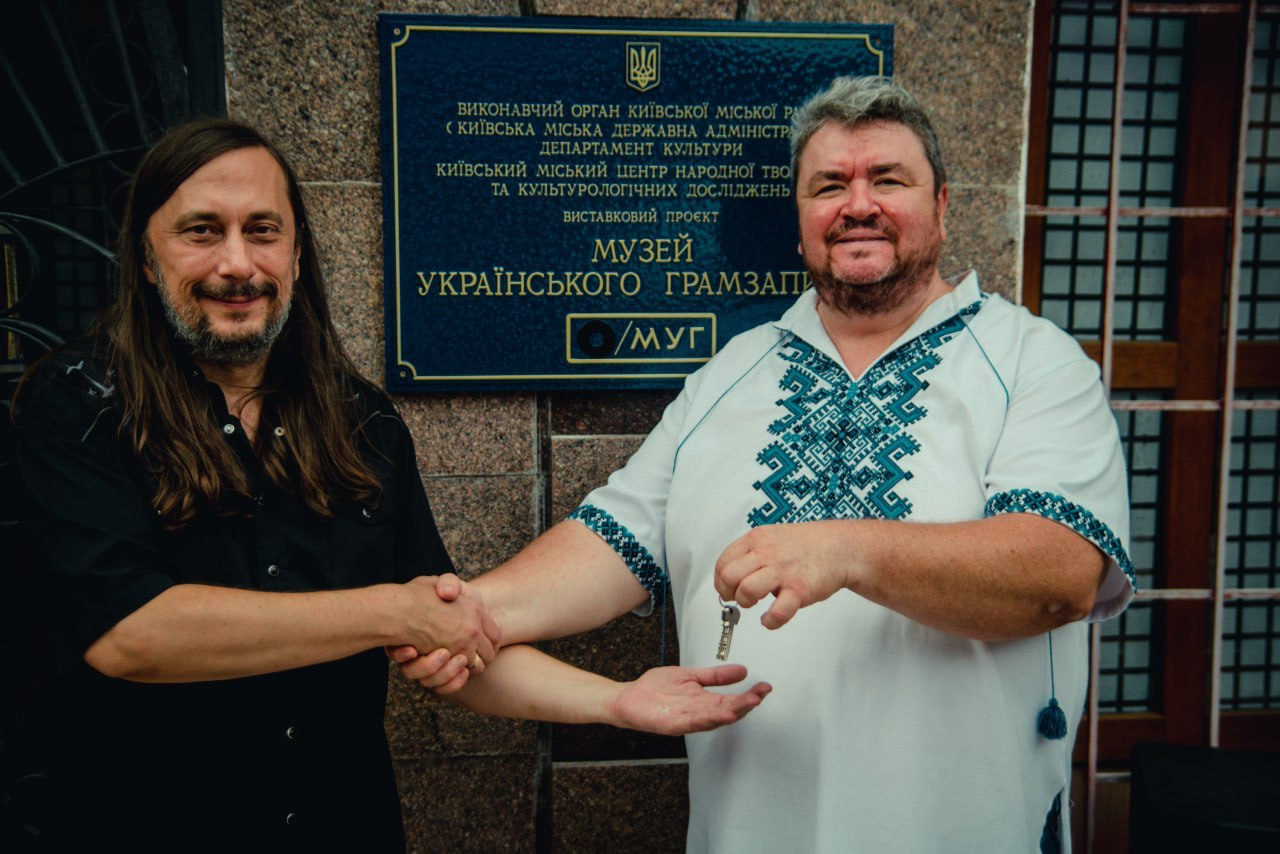
Іван Москаленко і Федір Баландін під час відкриття музею
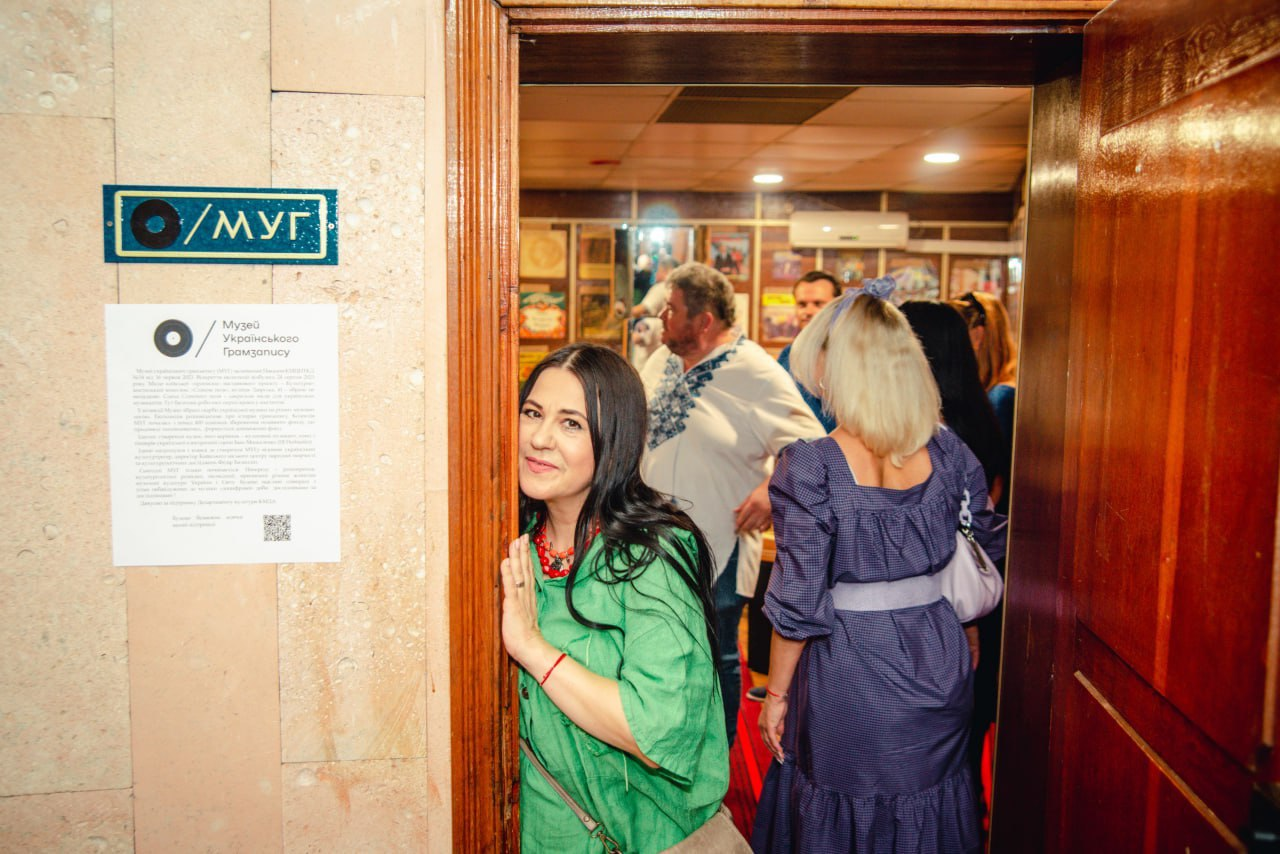
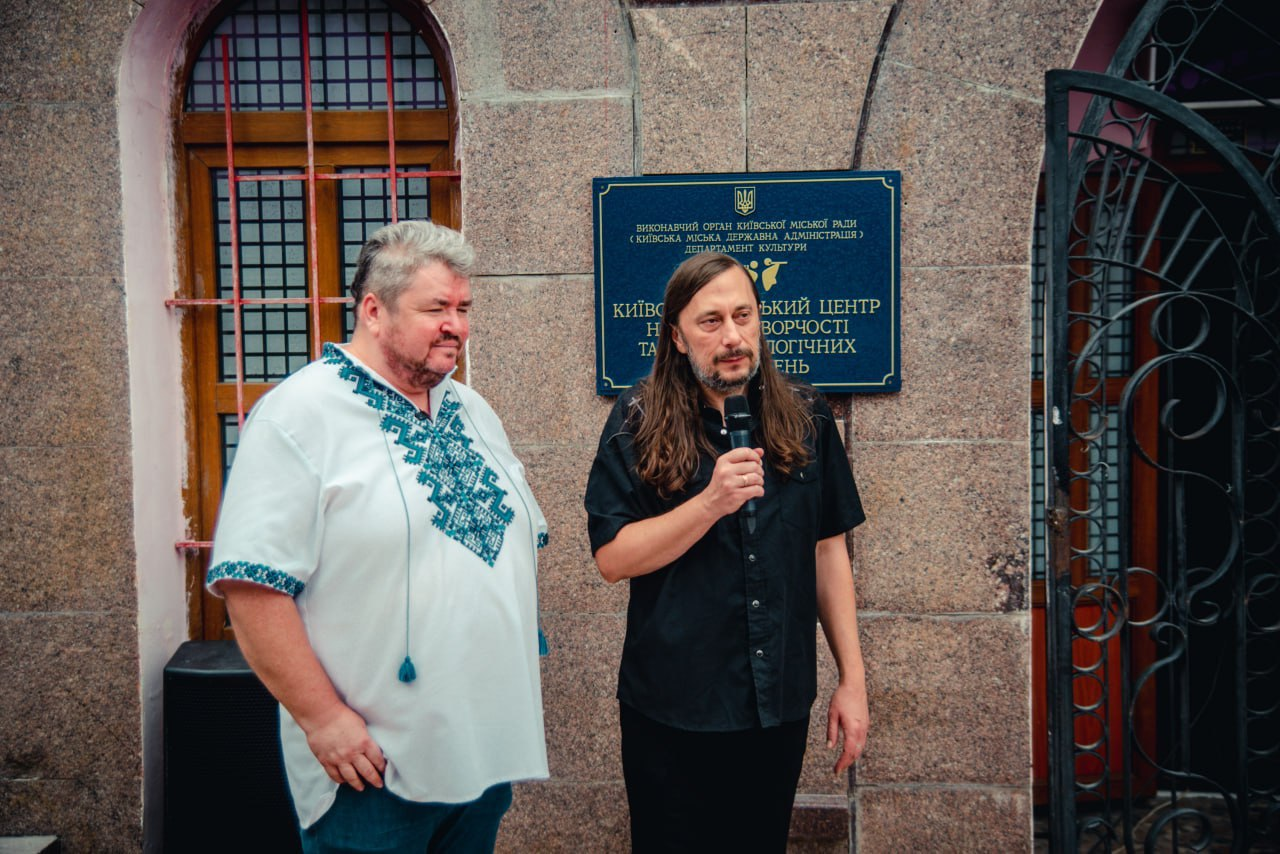
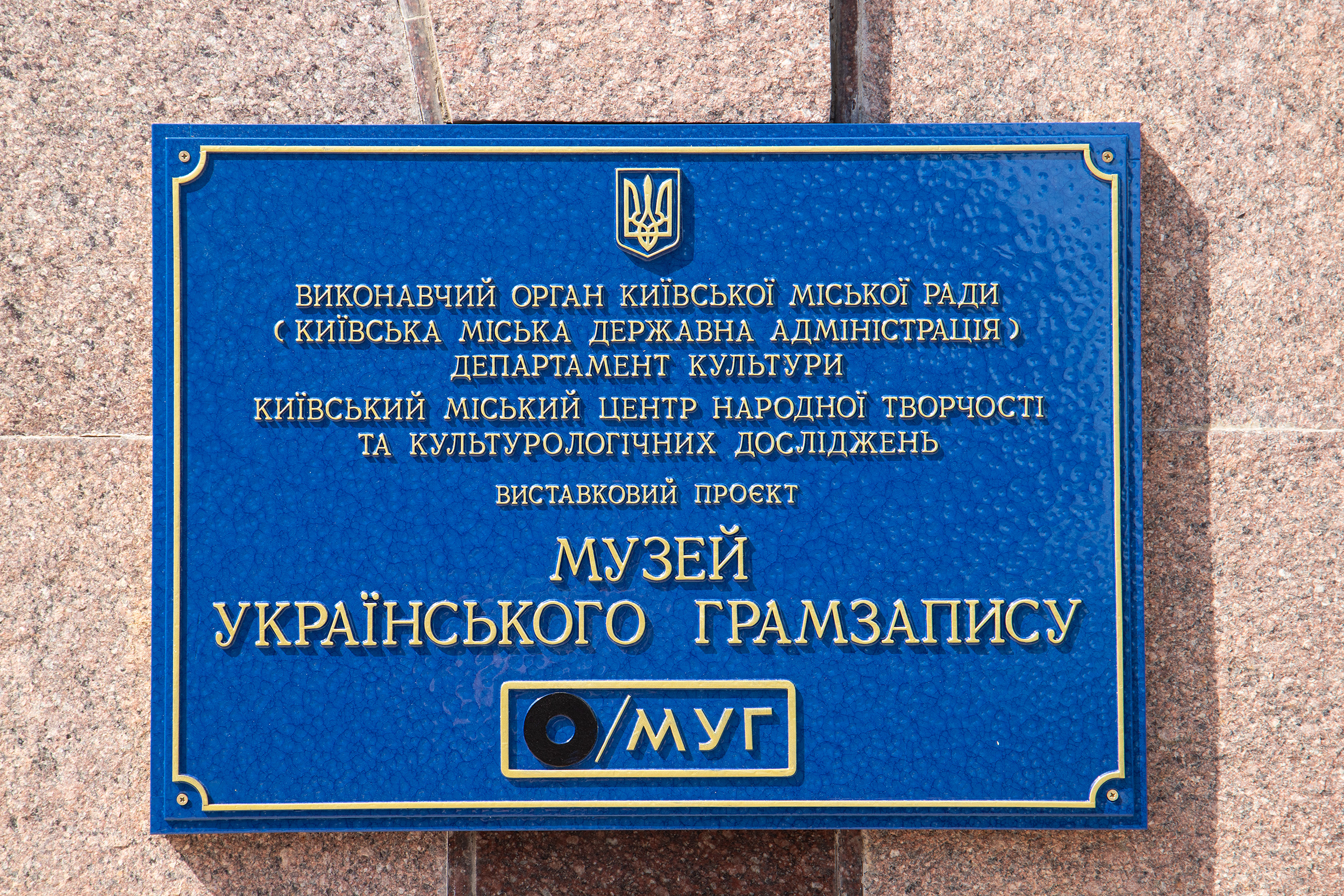
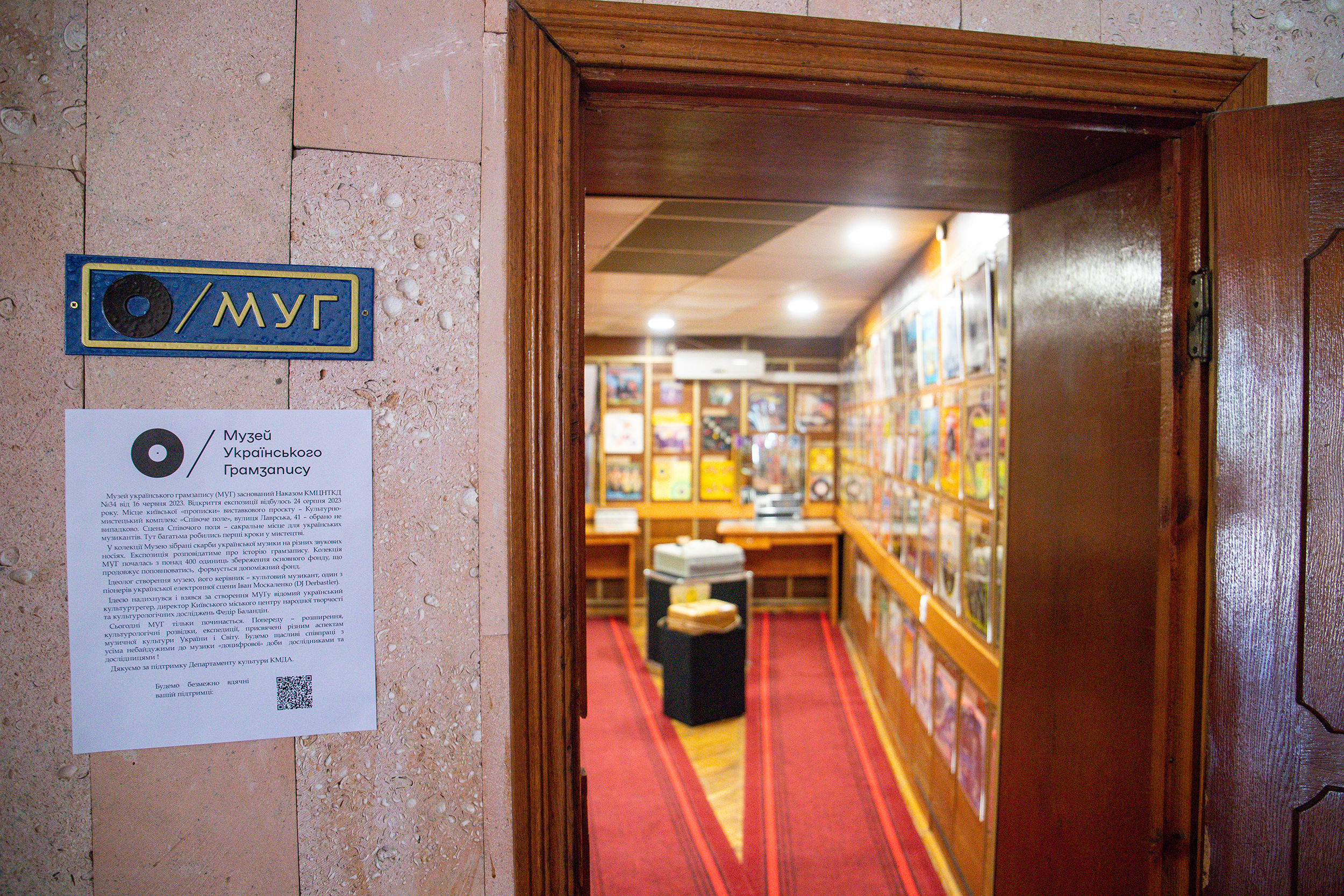
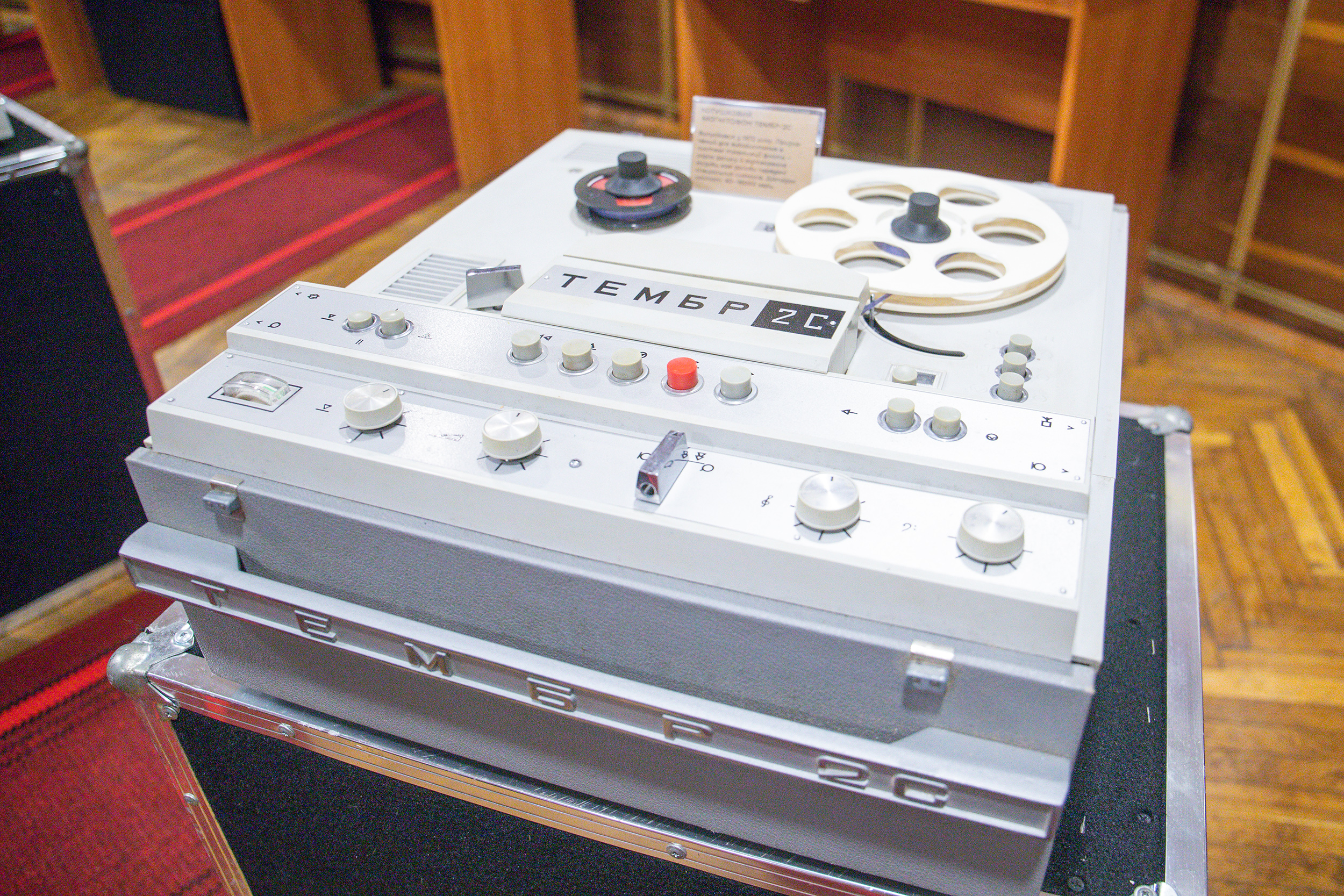